# سیارک ۱۲۱۴۸
سیارک ۱۲۱۴۸ (به انگلیسی: 12148 Caravaggio، نامگذاری:6636P-L)۱۲۱۴۸مین سیارک کشف شده‌است که در ۲۴ سپتامبر ۱۹۶۰ کشف شد.